# Eleonora av Pfalz-Neuburg
Eleonora av Pfalz-Neuburg, född 6 januari 1655, död 19 januari 1720, var en tysk furstinna. Hon var tysk-romersk kejsarinna 1676–1705 och interimsregent 1711. 

## Biografi
Eleonora var dotter till kurfurst Filip Wilhelm av Pfalz-Neuburg. Hon gifte sig 1676 med kejsar Leopold I.
Eleonora utvaldes till kejsarinna på grund av sin familjs kontakter och uppskattade fertilitet. Hon var starkt troende katolik och tackade ja mot sin vilja eftersom hon hellre hade velat bli nunna. Hon rapporteras ha varit depressiv och självdestruktiv, klädde sig ofta i sorgklädsel, tyckte om botgöring och upprätthöll ett strikt, klosterliknande hovliv som ansågs överdrivet och förlöjligades.
Hon var politiskt aktiv, tog emot och öppnade viktiga dokument och genomdrev fördelar och höga poster åt släktingar. Hon gynnade kanslern Theodor Strattmann. Under den äldste sonens regeringstid 1705–1711 försökte hon utöva inflytande genom svärdottern. 
Då sonen dog sonlös 1711 och den andre sonen var i Spanien blev hon interimsregent. Hon förhindrade ett ungerskt uppror, signerade fördraget i Szatmár och genomdrev valet av sonen Karl till näste kejsare. Då Karl kom hem från Spanien lämnade hon hovet och ägnade sig åt botgöring och välgörenhet.

## Barn
1. Josef I (1678–1711)
2. Christina (född o död 1679)
3. Maria Elisabeth (1680–1741), ståthållare i Nederländerna
4. Leopold Josef (1682-1684)
5. Maria Anna (1683–1754), gift med Johan V av Portugal
6. Maria Theresia (1684–1696)
7. Karl VI (1685–1740)
8. Maria Josepha (1687–1703) [7]
9. Maria Magdalena (1689–1743)
10. Maria Margaretha (1690–1691)